# Firebird (comics)
Firebird est une super-héroïne créée par Marvel Comics, apparue pour la première fois dans Incredible Hulk vol.1 #265.

## Origine
Bonita Juarez marchait dans le désert près d'Albuquerque au Nouveau Mexique quand une boule de feu tomba du ciel, à 3 mètres d'elle. Touchée par les radiations de la météorite, elle découvrit qu'elle pouvait générer une énergie inconnue et brûlante. Pensant que la flamme était la manifestation d'une légende indienne, elle décida d'aider l'Humanité sous le nom de Firebird.
Elle s'allia à d'autres héros du Sud, formant l'équipe des Rangers, alliés aux Vengeurs, pour combattre le Corrupteur.
Plus tard, alors qu'elle traversait une crise mystique (se faisant appeler La Esperita), elle empêcha Hank Pym de se suicider, et le duo sauva les Vengeurs de la Côte Ouest des griffes de Dominus.
Esperita ne resta pas longtemps avec l'équipe et repartit vivre au Nouveau-Mexique.
Fervente Catholique, elle se fit plus tard appeler La Esperita.
Plus tard, elle fut capturée par des aliens de la planète Rus. Elle apprit que la boule de feu qui était à l'origine de ses pouvoirs n'était qu'une expérience sur un enfant alien, Yoof. En pleine crise de foi, elle surmonta l'épreuve et resta proche de Dieu, reprenant toutefois son premier nom de code.
Firebird fit partie des Vengeurs qui utilisèrent l'Hydro-base lors des Acts of Vengeance. Elle garda son statut de Vengeur réserviste et continua sa carrière d'assistante sociale. Elle fut toutefois disponible quand les vengeurs eurent besoin d'elle, par exemple quand la Terre devint une prison pour alien, pour stopper Dominex, ou encore lors de Avengers Dissasembled.

### Civil War
À la mort de Bill Foster, tué par le clone de Thor, Bonita se rangea du côté de Captain America lors du conflit qui secoua le monde des super-héros.
Elle opta ensuite pour une amnistie et s'engagea dans l'Initiative. Elle fut nommée dans l'équipe fédérale du Texas, baptisée les Rangers.

## Pouvoirs
- Firebird possède l’habilité d'invoquer et de manipuler une forme d'énergie inconnue générant de la chaleur. Pouvant  être émise de n'importe quelle partie de son corps, elle est assez chaude pour faire fondre des alliages en acier et assez puissante pour repousser un camion à plus de 30 mètres. Elle peut sur simple ordre mental abaisser la température, n'émettant alors qu'une simple rafale de force chaude, qui ne brûle pas. Le corps de Firebird est bien sûr immunisé à son pouvoir.
- Firebird semble immunisée aux radiations et au poison, et même à la possession démoniaque.
- En projetant l'énergie en dessous d'elle, elle peut voler à environ 200km/h.
- Quand elle invoque son pouvoir après une longue période, ou quand elle concentre toute son énergie, un grand oiseau de feu, de plus de 30 mètres, l'entoure. Cette enveloppe est assez puissante pour lui permettre de survivre quelque temps dans l'espace.
- Elle a déjà manifesté un faible pouvoir de précognition, sous la forme de courtes visions du futur.
- On suppose que Firebird pourrait être immortelle, mais rien n'est prouvé.